# (251595) Rudolfböttger
(251595) Rudolfböttger, international auch (251595) Rudolfbottger, ist ein Asteroid des inneren Hauptgürtels, der sich zwischen Mars und Jupiter befindet.
Er wurde am 20. April 2009 von den deutschen Amateurastronomen Stefan Karge und Rainer Kling von der Hans-Ludwig-Neumann-Sternwarte (IAU-Code B01) auf dem Kleinen Feldberg im Taunus aus entdeckt.
Der Asteroid wurde am 18. Februar 2011 zu Ehren von Rudolf Christian Böttger (1806–1881), einem deutschen Physiker und Chemiker, benannt. U. a. erfand er die Sicherheitszündhölzer und unabhängig von Christian Friedrich Schönbein Cellulosenitrat. Böttger war Mitglied im Physikalischen Verein – Gesellschaft für Bildung und Wissenschaft, dem auch Stefan Karge und Rainer Kling angehören.